# Gehirn

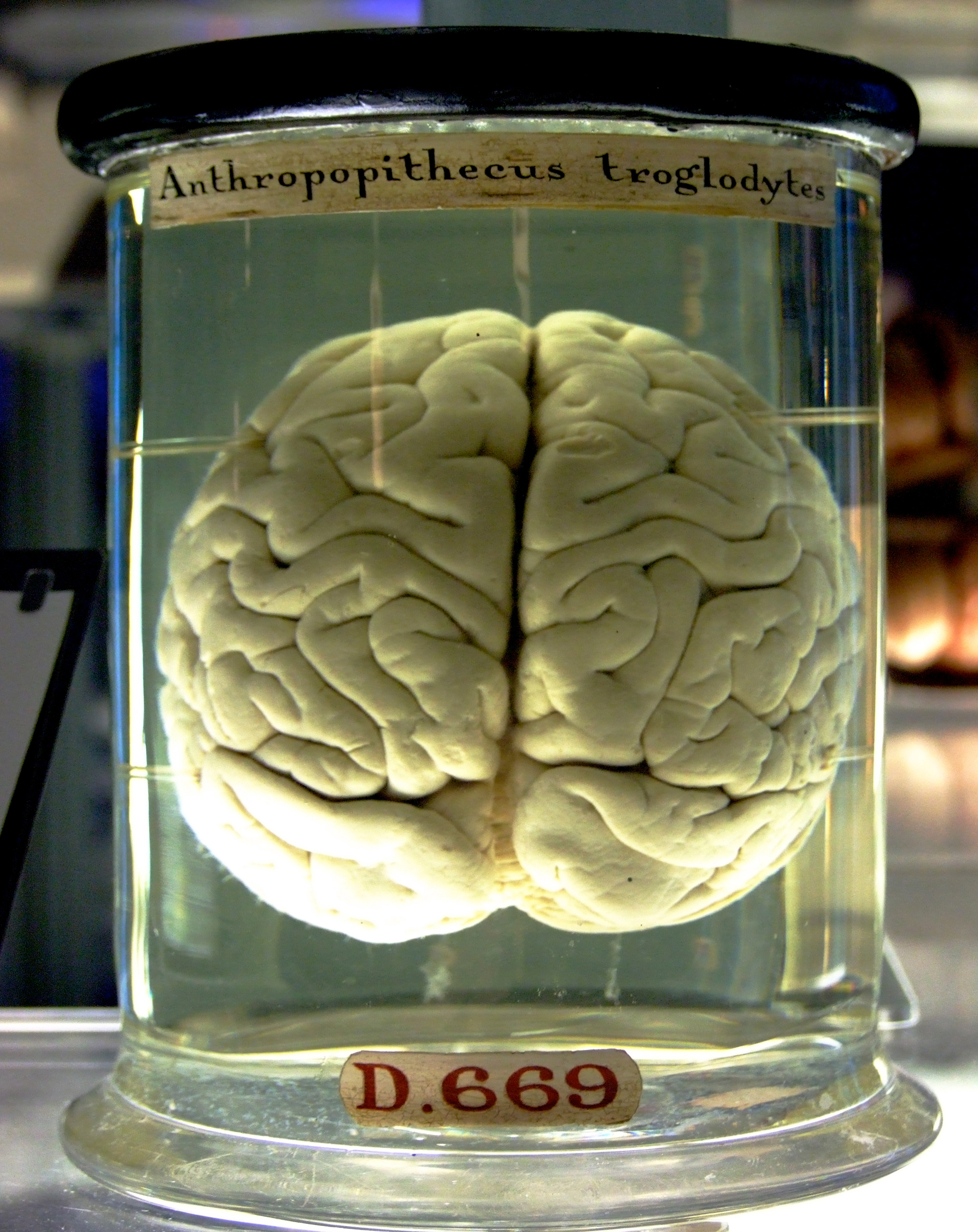
Schimpansen-Gehirn

Das Gehirn (auch Hirn; griechisch Encephalon, lateinisch Cerebrum) ist ein Organ des zentralen Nervensystems aller Wirbeltiere und einiger Wirbelloser, das insbesondere aus Nervengewebe besteht und von Hirnhäuten umgeben wird. Seine Hauptfunktion besteht in der sensorischen Informationsaufnahme, deren Verarbeitung und der Motorik (Steuerung der Muskulatur sowie des Hormonsystems). Das Gehirn lässt sich morphologisch und nach weiteren neuroanatomischen Kriterien unterschiedlich einteilen und geht auf der Höhe des ersten Spinalnervenpaares vom Markhirn in das Rückenmark über.

## Etymologie
Das Gehirn wird kurz auch als Hirn (althochdeutsch hirni, hirne;) bezeichnet, griechisch Enzephalon bzw. Enkephalon (altgriechisch ἐγκέφαλος engéphalos sowie ἐν en, deutsch ‚in‘ und κεφαλή kephalē, deutsch ‚Kopf‘), Lateinisch Cerebrum.

## Gehirn der Wirbeltiere

### Funktion
Das Wirbeltier-Gehirn verarbeitet hochdifferenziert Sinneswahrnehmungen und koordiniert komplexe Verhaltensweisen. Es ist somit der Speicher für die meisten komplexen Informationen, die der Organismus verarbeitet.
Nicht jede Information gelangt bis zur Hirnrinde und führt zu Bewusstsein. Peripher liegende Nervengeflechte (Plexus) und vor allem Zentren im Hirnstamm verarbeiten die meisten der von Rezeptoren ankommenden Erregungen unbewusst. Reflexbögen übernehmen Aufgaben, die mit höchster Geschwindigkeit und ohne bewusste Verarbeitung und verzögernde Einflussnahme erledigt werden. Beim Menschen gibt es ebenfalls ein solches autonomes Nervensystem. Es koordiniert vegetative Funktionen wie Atmung, Kreislauf, Nahrungsaufnahme, -verdauung und -abgabe, Flüssigkeitsaufnahme und -ausscheidung sowie Fortpflanzung.
Im Gehirn interagieren stark vernetzte Neuronen (siehe Neuronales Netz und Erregungsleitung). Seine Tätigkeit wird in vivo durch die Messung der Gehirnströme per Elektroenzephalografie (EEG) und der vom Gehirn produzierten elektrischen Felder per Magnetoenzephalographie (MEG) untersucht.

### Evolution
Im Lauf der Evolution hat das Gehirn „höherer“ Tiere ein beachtliches Maß an Differenzierung und innerer Organisation erreicht (Zerebralisation). Das spiegelt sich in der psychischen und körperlichen Entwicklung des Einzelnen wider (siehe Embryologie). Die Struktur und – in geringerem Maß – das Volumen des Gehirns korrelieren mit Lernfähigkeit und Intelligenz. Erst in der Hierarchie des Nervensystems ist die Leistung des Gehirns verständlich.
Neben den Wirbeltieren besitzen Tintenfische hochkomplexe Gehirne, die sie zu gezielten Tätigkeiten befähigen. Im weiteren Sinne ist es die Zentralstelle des Nervensystems verschiedener wirbelloser Tiere, etwa Ringelwürmern oder Insekten. Je nach Gehirntyp handelt es sich um ein Cerebralganglion oder ein Oberschlundganglion. Zwei Gruppen wirbelloser Tiere haben besonders komplizierte Gehirne: Gliederfüßer (Insekten, Krebstiere und andere) und Kopffüßer (Kraken, Tintenfische und ähnliche Weichtiere). Die Gehirne der Gliederfüßer und der Kopffüßer gehen aus zwei nebeneinander liegenden Nervensträngen hervor. Kopffüßer wie der Krake und der Tintenfisch haben die größten Gehirne aller wirbellosen Tiere.

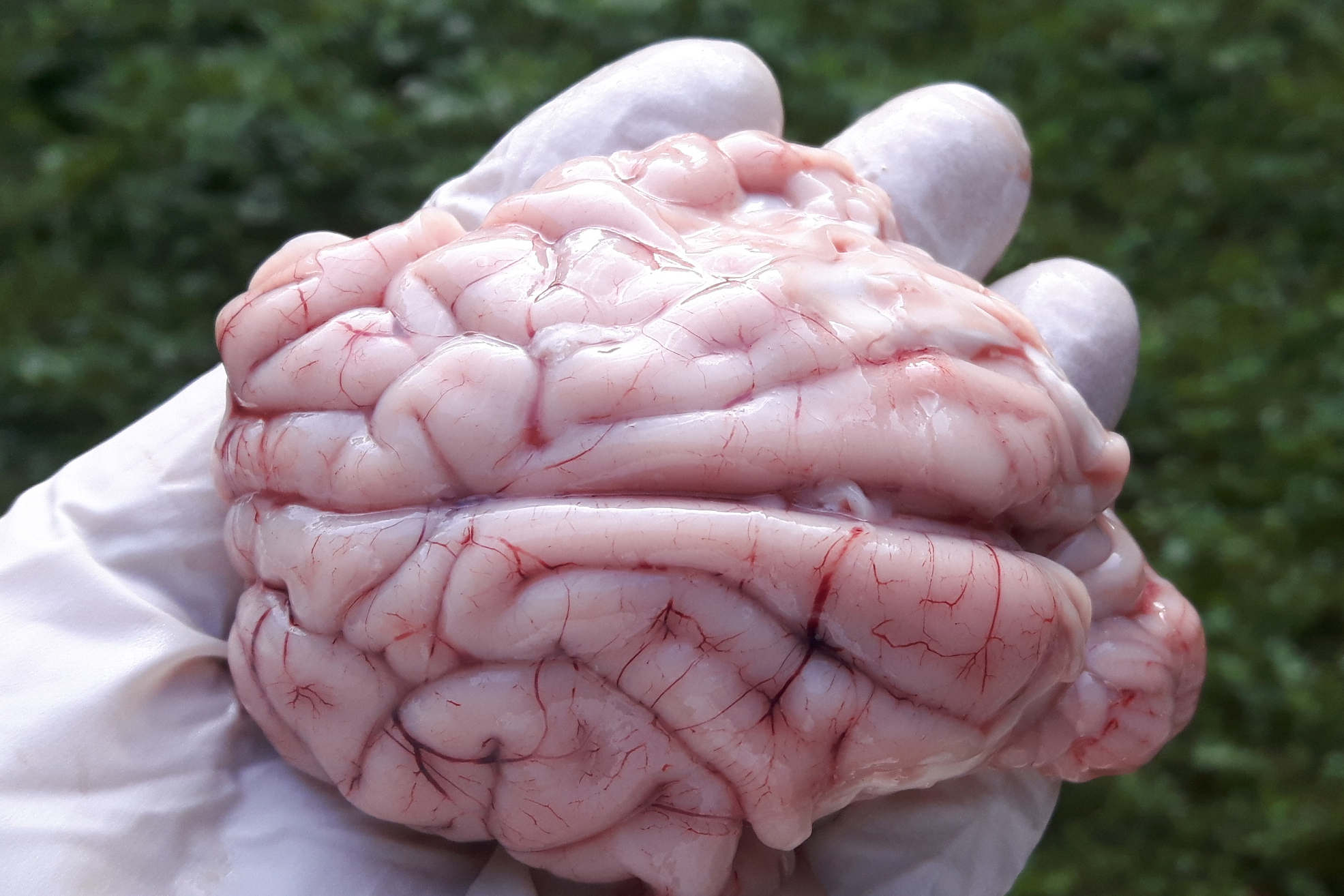
Gehirn eines Rehbocks ca. zwei Stunden nach Erlegung

Das hochentwickelte Gehirn von Wirbeltieren unterscheidet sich deutlich vom Strickleiternervensystem der Gliederfüßer. Bei Insekten zieht sich der Verdauungstrakt direkt durch das vordere Nervensystem (zwischen Tritocerebrum und subösophagealem Ganglion), sodass die Bauchganglien ventral (bauchseitig) des Darmrohrs liegen, während bei Wirbeltieren das Rückenmark dorsal (rückenseitig) des Darms liegt.

### Gliederung
Für eine Gliederung des Gehirns können unterschiedliche Kriterien maßgeblich sein, sodass verschiedene Einteilungen in Hirnbereiche möglich sind, die sich nicht gegenseitig ausschließen müssen. Für eine Gliederung des ausgewachsenen menschlichen Gehirns kann es auch durchaus sinnvoll sein, die aus der Untersuchung seiner Entwicklungsschritte gewonnenen Erkenntnisse zu berücksichtigen.
Beispielsweise zeigen sich in der ontogenetischen Gehirnentwicklung beim Menschen nach der Neurulation der zentralen Anteile der Neuralplatte zum Neuralrohr als der frühen embryonalen Anlage des Zentralnervensystems im weiteren Verlauf aufeinander folgende Stadien bei der Ausbildung des Gehirns. So bilden sich nach Schluss der vorderen Neuralrohröffnung Ende der vierten Entwicklungswoche zunächst drei sogenannte primäre Hirnbläschen aus dem vorderen Neuralrohrdrittel, die Anlagen von Prosencephalon, Mesencephalon und Rhombencephalon. Sie entwickeln sich verschieden, sodass sich beim über fünf Wochen alten Embryo fünf sekundäre Hirnbläschen unterscheiden lassen – diese führen zur Gliederung des Gehirns in fünf Hauptabschnitte: Telencephalon (Endhirn), Diencephalon (Zwischenhirn), Mesencephalon (Mittelhirn), Metencephalon (Hinterhirn) und Myelencephalon (Markhirn).
|        | 4. Woche            | 5. Woche                   | 6. Woche – Lebensende     | Ventrikelsystem          | | |
| Gehirn | vorderes Neuralrohr | Prosencephalon Vorderhirn  | Telencephalon Endhirn     | Seitenventrikel          | Rhinencephalon, Amygdala, Hippocampus, Neocortex, Basalganglien                                                                                | Rhinencephalon, Amygdala, Hippocampus, Neocortex, Basalganglien                                                                                |
| Gehirn | vorderes Neuralrohr | Prosencephalon Vorderhirn  | Diencephalon Zwischenhirn | Dritter Ventrikel        | Thalamus dorsalis, Thalamus ventralis (Subthalamus), Metathalamus (mit Kniehöckern), Hypothalamus mit Neurohypophyse, Epithalamus mit Epiphyse | Thalamus dorsalis, Thalamus ventralis (Subthalamus), Metathalamus (mit Kniehöckern), Hypothalamus mit Neurohypophyse, Epithalamus mit Epiphyse |
| Gehirn | vorderes Neuralrohr | Mesencephalon Mittelhirn   | Mesencephalon Mittelhirn  | Aquaeductus mesencephali | Tectum (Dach), Tegmentum (Haube) | Tectum (Dach), Tegmentum (Haube) |
| Gehirn | vorderes Neuralrohr | Rhombencephalon Rautenhirn | Metencephalon Hinterhirn  | Vierter Ventrikel        | Pons (Brücke), Cerebellum (Kleinhirn) | |
| Gehirn | vorderes Neuralrohr | Rhombencephalon Rautenhirn | Myelencephalon Nachhirn   | Zentralkanal             | Medulla oblongata Verlängertes Mark | |

Die hier dargestellte Grobgliederung folgt dem Werk von Pinel.

## Menschliches Gehirn

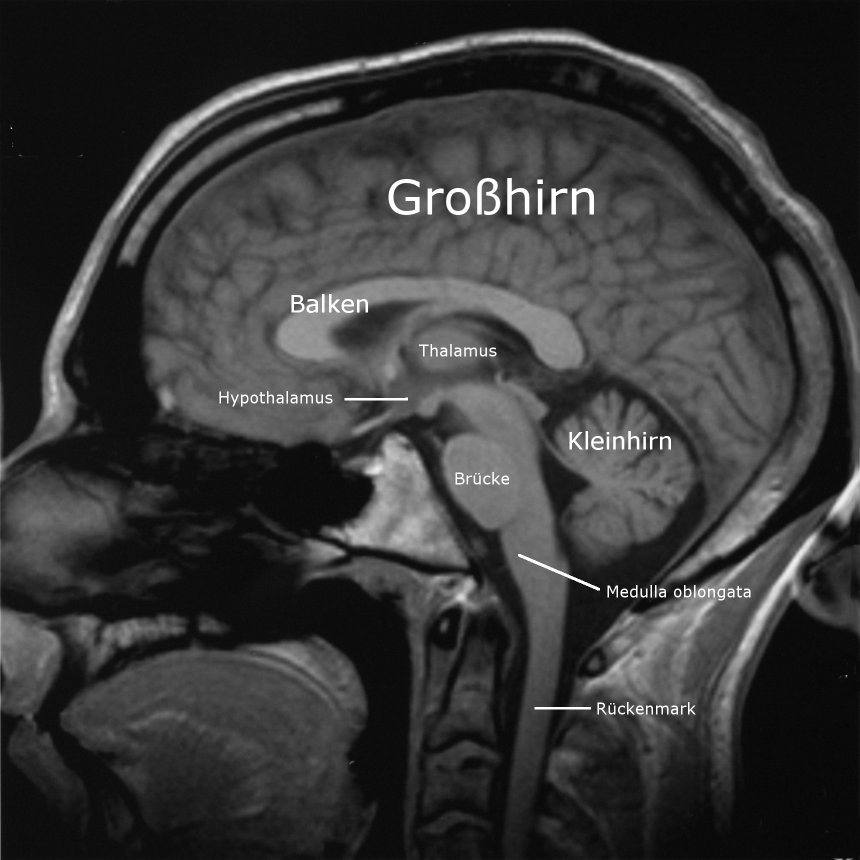
MRT-Bild eines menschlichen Gehirns. Schnitt sagittal, die Nase ist links. Hier klicken für eine animierte Abfolge von Schnitten.

Seitenansicht

Sicht auf die Schnittfläche des halbierten Gehirns (Schnittflächen ocker)

Sicht von unten

Die Länge aller Nervenbahnen des Gehirns eines erwachsenen Menschen beträgt etwa 5,8 Millionen Kilometer, das entspricht dem 145-fachen Erdumfang.
Das Volumen eines menschlichen Gehirns liegt bei einem Mann bei durchschnittlich etwa 1,27 Liter, bei einer Frau bei etwa 1,13 L.

### Aufbau
Es lassen sich vereinfacht vier Hauptbereiche unterscheiden.

#### Großhirn
Das Großhirn ist in der Mitte durch einen Einschnitt in zwei Halbkugeln (Hemisphären) geteilt. Zwischen diesen gibt es eine breite Verbindung aus einem dicken Nervenstrang, Corpus callosum oder Balken genannt, und weitere kleinere Verbindungen.
Seine 2–4 mm dicke Oberflächenschicht (Großhirnrinde, Cortex) ist stark gefaltet und fast einen Viertel Quadratmeter groß. Sie enthält etwa 16 Milliarden Nervenzellen, was etwa einem Fünftel der Nervenzellen des gesamten Gehirns entspricht. Unter der Rinde verlaufen Nervenfasern. Ansammlungen von Neuronen sind rosa, die myelinhaltigen Fasern weiß. Im toten Gehirn färben sich die Neuronen grau. Deshalb heißen sie, obwohl sie während des Lebens rosa sind, graue Substanz.
Auf der Rinde lassen sich die sogenannten Rindenfelder lokalisieren, unterschieden zwischen primären Feldern und Assoziationsfeldern. Die primären Felder verarbeiten nur Informationen einer bestimmten Qualität, solche über Wahrnehmungen (Empfindung, zum Beispiel Sehen, Riechen, Berührung) oder über einfache Bewegungen. Die Assoziationsfelder stimmen verschiedene Funktionen aufeinander ab. Die Zuweisung eines Rindenfeldes zu einer bestimmten Funktion wird immer wieder definiert und relativiert. Erst das korrekte Zusammenspiel verschiedener Felder ermöglicht eine Funktion.
Zu den primären Feldern zählen zum Beispiel der visuelle Cortex, der am hinteren Pol des Gehirns liegt und auf dem die Projektionen der Sehbahn münden, und der auditorische Cortex, der der Verarbeitung akustischer Reize dient und seitlich im Schläfenlappen liegt.
Assoziative Felder finden sich unter anderem im vorderen Teil des Gehirns. Ihre Aufgaben sind zum Beispiel Gedächtnis und höhere Denkvorgänge.
Die Rindenfelder und ihre Funktionen können voneinander abgegrenzt werden, indem nach deren Ausfall (zum Beispiel durch Schlaganfall) die Tätigkeit des Patienten oder durch elektrische Stimulation, mikroskopische und andere Techniken das gesunde Gehirn untersucht wird. Neben der Großhirnrinde sind meist andere Hirnregionen an einer bestimmten Funktion beteiligt.

#### Zwischenhirn
Zum Zwischenhirn gehören vier Teile:
1. Thalamus (oberer Teil)
2. Hypothalamus, der mit der Hypophyse (Hirnanhangdrüse) verbunden ist
3. Subthalamus
4. Epithalamus

Der Thalamus ist der Vermittler sensorischer und motorischer Signale zum und vom Großhirn. Bei ihm laufen alle Informationen der Sinnesorgane zusammen und werden weiter vermittelt. Er besteht hauptsächlich aus grauer Substanz. Der Hypothalamus steuert zahlreiche körperliche und psychische Lebensvorgänge und wird selbst teils neuronal über das vegetative Nervensystem, teils hormonell über den Blutweg gesteuert. Hypothalamus und Hypophyse (wichtige Hormondrüse des Körpers, die über den Hypophysenstiel mit dem Hypothalamus verbunden ist) sind das zentrale Bindeglied zwischen dem Hormon- und dem Nervensystem. Das Zwischenhirn ist beteiligt an der Schlaf-Wach-Steuerung (siehe ARAS, Schmerzempfindung, Temperaturregulation).

#### Kleinhirn
Am Kleinhirn lassen sich ebenfalls zwei Hemisphären unterscheiden. Zusätzlich werden weitere Teile abgegrenzt. Es ist zum Beispiel für Gleichgewicht und Bewegungen und deren Koordination verantwortlich. Bei Tieren ist es – im Vergleich zum Großhirn – oft stärker entwickelt als beim Menschen, insbesondere bei Arten mit Flugvermögen oder bei schnellen Räubern.
Außerdem wird dem Kleinhirn eine Funktion beim unbewussten Lernen zugeschrieben. Neuere Forschungen (2005) lassen darauf schließen, dass es am Spracherwerb und dem sozialen Lernen beteiligt ist.

#### Hirnstamm
Der Hirnstamm ist der stammesgeschichtlich älteste Teil des Gehirns. Er bildet den untersten Gehirnabschnitt und besteht aus auf- und absteigenden Nervenfasern (Weiße Substanz) und Ansammlungen von Neuronen beziehungsweise von Somata (Graue Substanz), morphologisch aus dem Mittelhirn, der Brücke (Pons) und dem Nachhirn (auch verlängertes Mark = Medulla oblongata genannt, da zwischen Rückenmark und Brücke gelegen). Der Hirnstamm verschaltet und verarbeitet eingehende Sinneseindrücke und ausgehende motorische Informationen und ist zudem für elementare und reflexartige Steuermechanismen zuständig.
Im Nachhirn kreuzen sich die Nervenbahnen der beiden Körperhälften. Außerdem werden hier viele automatisch ablaufende Vorgänge wie Herzschlag, Atmung oder Stoffwechsel gesteuert. Ebenso befinden sich hier wichtige Reflexzentren, die zum Beispiel Lidschluss-, Schluck-, Husten- und andere Reflexe auslösen. Das untere Ende des Nachhirns schließt an das Rückenmark an.

### Evolutionäre Entwicklung beim Menschen

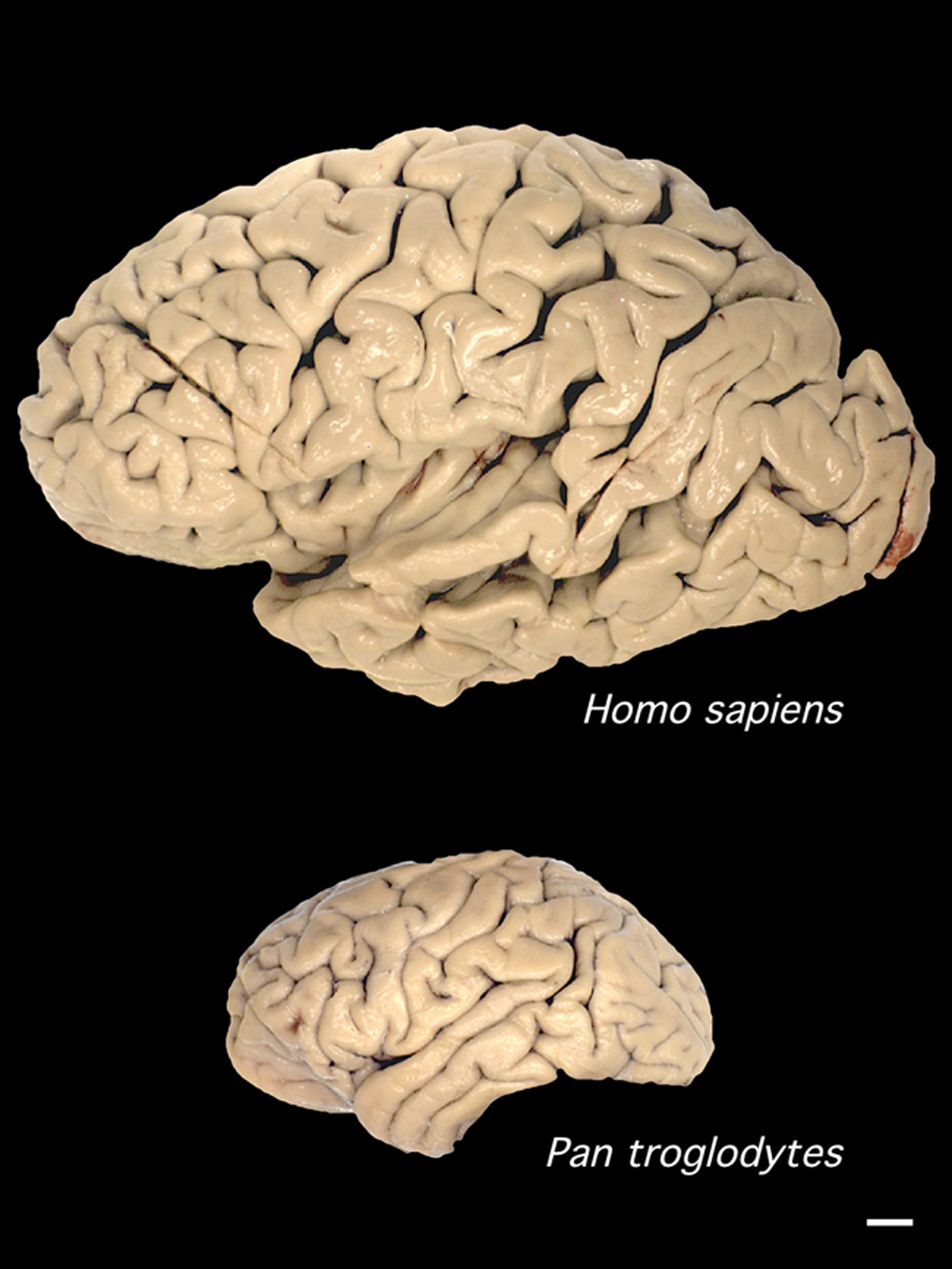
Größenvergleich: Gehirn des Homo Sapiens und eines Schimpansen

Nach der Trennung der beiden Evolutionslinien, welche einerseits zum modernen Menschen, dem Neandertaler und dem Denisova-Menschen und andererseits zu den Schimpansen geführt hatten, entstand vor etwa fünf Millionen Jahren das menschenspezifische Gen ARHGAP11B durch eine teilweise Verdopplung (Duplikation) des in der Tierwelt weit verbreiteten Gens ARHGAP11A. Das vom ARHGAP11B-Gen exprimierte Protein (Rho-GTPase-aktivierendes Protein 11B) enthält bei insgesamt 267  Aminosäuren eine Abfolge von 47 Aminosäuren am C-Terminus, die ebenfalls für den Menschen spezifisch ist, im ARHGAP11A-Protein nicht vorkommt, und für die Fähigkeit von ARHGAP11B zur Vermehrung von basalen Vorläuferzellen im Neokortex von essentieller Bedeutung ist.
Dies wird als Teil der Erklärung dafür angesehen, warum der menschliche Neokortex als der evolutionär jüngste Teil der Großhirnrinde etwa dreimal so groß ist wie der Neokortex der Schimpansen. Der entscheidende Effekt einer rasanten Zunahme der Gehirngröße setzte nach Ansicht der Forschenden jedoch erst später – aber schon vor mehr als 500.000 Jahren – mit einer zusätzlichen Punktmutation ein.

### Gehirne von Männern und Frauen

Magnetresonanztomographie-Aufnahmen eines menschlichen Gehirns

Zwischen Männern und Frauen unterscheidet sich die relative Größe verschiedener Gehirnareale. Am besten erforscht sind hierbei der Hippocampus und die Amygdala.
Der Hippocampus, in Form und Größe einem Seepferdchen ähnlich, ist für das Lernen und die Erinnerungen zuständig und hat bei Männern und Frauen unterschiedliche anatomische Strukturen und neurochemische Zusammensetzungen. Im Verhältnis zum Gesamthirn ist der Hippocampus bei der Frau größer. Beim Mann ist jedoch die CA1-Region größer und die Anzahl der Pyramidenzellen erhöht. Des Weiteren bestehen eine unterschiedliche Rezeptor-Affinität für verschiedene Neurotransmitter und Unterschiede in der Langzeitpotenzierung.
Die Amygdala spielt eine Rolle beim Reproduktionsverhalten und stellt das Gedächtnis für emotionale Ereignisse dar. Studien zeigten, dass es eine geschlechtsspezifische hemisphärische Lateralisation der Amygdalafunktionen in Beziehung auf die Erinnerung an emotionale Momente, bei der Reaktion auf glückliche Gesichter, bei der Verschaltung der Amygdala mit dem restlichen Gehirn sowie bei bestimmten Krankheiten, wie etwa der Depression, gibt. Bei Frauen ist die linke Hälfte der Amygdala involviert, bei Männern die rechte.
Auch sind die beiden Hirnhemisphären im Bezug auf Sprache und Raumvorstellung bei Männern tendenziell asymmetrischer organisiert, d. h. die Lateralisation des Gehirns ist ausgeprägter als bei Frauen, die wiederum größere Frontallappen haben.
Zur Entstehung dieses Dimorphismus gibt es verschiedene Theorien. Ein Erklärungsansatz ist folgender: Geschlechtshormone, wie Testosteron und die Östrogene, wirken nicht nur auf die Keimdrüsen, sondern in vielfältiger Weise auf das gesamte Nervensystem: auf Nervenzellen, Synapsen, Genexpression. Dies gilt für die Zeit der Embryonalentwicklung und während der Kindheit, der Pubertät und im Erwachsenenalter. So bewirken die Geschlechtshormone eine typische männliche beziehungsweise weibliche Entwicklung des Nervensystems. Dies wird zum Beispiel in der Regio praeoptica im Hypothalamus sichtbar, die bei jungen Männern im Vergleich zu Frauen vergrößert ist.
Ein entscheidender Faktor sind vermutlich die Barr-Körperchen, da viele X-chromosomale Gene in den neuronalen Prozessen der Gehirnentwicklung involviert sind. Die Barr-Körperchen entstehen durch zufällige Inaktivierung eines X-Chromosoms bei der Frau. Dies hat zur Folge, dass das weibliche Gewebe und die Organe, inklusive des Gehirns, ein Mosaik darstellen, da in jeder Zelle ein anderes Gen des polymorphen X-Gens exprimiert wird. Auch Ian W. Craig und andere Wissenschaftler vermuten, dass die Differenzen zum großen Teil auf die X-Inaktivierung zurückgehen.
Im Rahmen mehrerer Studien zeigten sich Unterschiede zwischen männlichen, weiblichen, sowie cis- und transgeschlechtlichen Studienteilnehmern im Hinblick auf die Mikrostruktur der weißen Hirnsubstanz. Die Faserverläufe und damit die Struktur der Nervenverbindungen wiesen deutliche Unterschiede auf, bei denen die Ergebnisse der Transpersonen zwischen denen von Männern und Frauen lagen. Dieselbe Studie lieferte Hinweise auf einen engen Zusammenhang zwischen den Faserverläufen und den Blutwerten von Geschlechtshormonen. Diese Befunde stützen die Annahme eines Einflusses der Geschlechtshormone auf die Hirnentwicklung, allerdings kommen andere Analysen zu dem Schluss, dass die Datenlage insbesondere im Bezug auf Transgeschlechtlichkeit unklar ist.

### Leistung des Gehirns
Das Gehirn ist ein sehr aktives Organ mit einem besonders hohen Energiebedarf. Es macht beim Erwachsenen etwa 2 % der Körpermasse aus, verbraucht mit etwa 20 Watt etwa 20 % des Grundumsatzes, beim Neugeborenen 50 %. Energie gewinnt es aus der aeroben Verbrennung von Glucose, aus Laktat und Ketonkörpern. Glucose kann nicht vollständig durch die anderen Energieträger ersetzt werden. Säuglingsgehirne können unmittelbar nach der Geburt zu einem ganz erheblichen Anteil Ketonkörper zur Energiegewinnung nutzen. Einige Zeit nach Umstellung der Ernährung des Kleinkindes auf kohlenhydratreiche Nahrung wird die dafür erforderliche Enzymproduktion wieder reduziert oder ganz abgebaut und die Fähigkeit zur Ketolyse (zur Nutzung von Ketonkörpern für die Energiegewinnung) geht wieder verloren. Das Verhalten des Blutglucosespiegels im Hungerstoffwechsel lässt vermuten, dass ein vollständig ketolysefähiges Gehirn priorisiert Ketonkörper (vorrangig vor der Glucose, selbst bei ausreichender Glucosezufuhr über das Blut) verarbeitet.

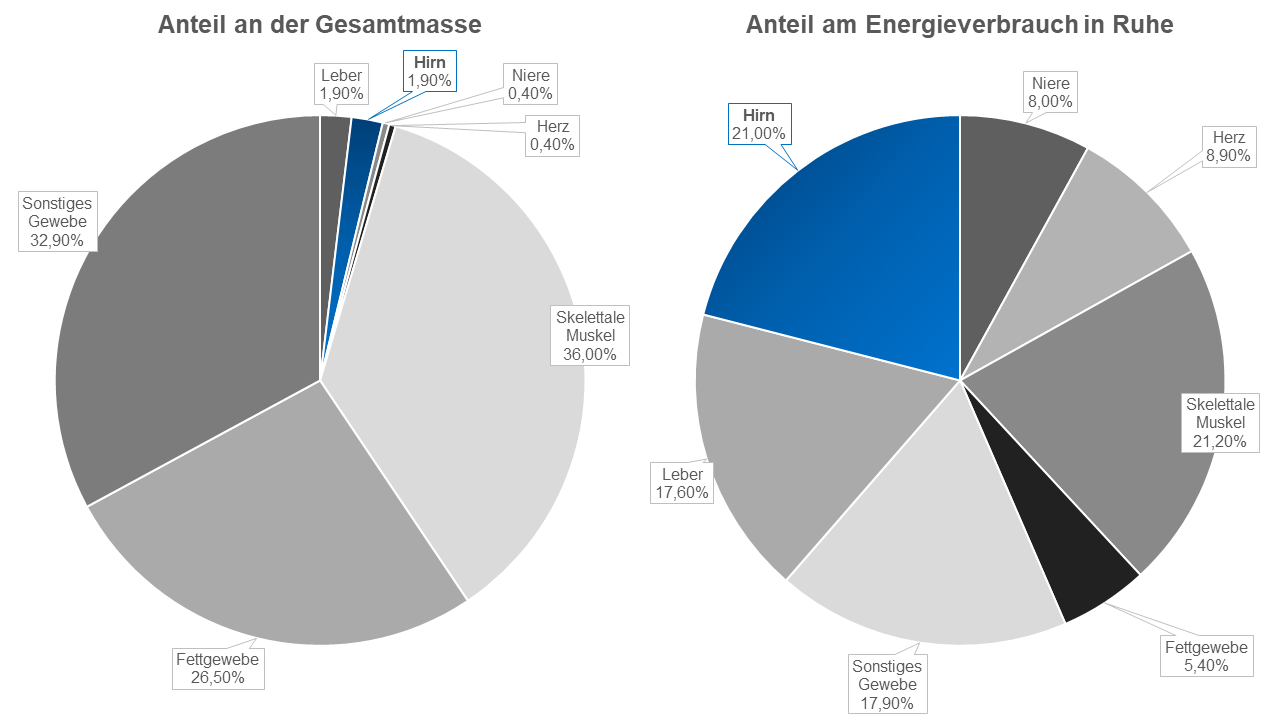
Masse und Energiebedarf des menschlichen Gehirns im Vergleich mit anderen Organen

90 % der Leistung benötigt die Natriumpumpe, größtenteils im Zusammenhang mit Aktionspotentialen. Da das Gehirn nur geringe, arealabhängige Speicherkapazitäten für Energie besitzt, führt ein Ausfall der Sauerstoff- oder Glucoseversorgung bereits nach zehn Sekunden zu einem Funktionsausfall (Synkope, Ohnmacht) und nach wenigen Minuten zu spezifischen Hirnschäden. Die geringen, auf den ersten Blick evolutionär unverständlichen Reservoirs werden manchmal durch Platzmangel erklärt. Gemäß einer anderen – evolutionären – Erklärung wich die Ernährungsweise der Menschen in der Altsteinzeit sehr stark von der heutigen Zivilisationskost ab, wodurch die Ketolysefähigkeit der damaligen Gehirne zu jedem Zeitpunkt auf natürliche Weise erhalten blieb. Dies wird so erklärt, dass der menschliche Organismus zwar zu viel aus Lebensmitteln aufgenommene Energie letztlich in den Körperfettdepots speichert – bei einer 70 kg schweren, gesunden, schlanken Person liegen 85 % der verwertbaren Körperenergien als Körperfett vor, 14,5 % als Proteine und nur 0,5 % als Kohlenhydrate – aus Fett jedoch kaum noch Glukose herstellen kann: Anteilig nur noch 6 % aus dem Glycerin der Triglyceride, in deren Form Fett im Organismus gespeichert wird. Einige Wissenschaftler nehmen an, dass die fettreichere Ernährung in der Altsteinzeit zum Wachstum des Gehirns des Menschen beitrug.
Mit der natürlichen Fähigkeit von menschlichen Gehirnen zur Ketolyse begründet sich die Wirksamkeit der ketogenen Diät bei Epilepsie, GLUT1-Defizit-Syndrom und anderen zerebralen Erkrankungen und der Hungerstoffwechsel.
Seit 1994 ist bekannt, dass die Nervenzellen über die Astrozyten bei Bedarf eine genau bemessene Energiemenge aus dem Blut erhalten, es ist der aktive Vorgang „Energy on Demand“. Die bedarfsabhängige Regulierung der Blutversorgung von Hirnarealen wird als Neurovaskuläre Kopplung bezeichnet.

### Abfallentsorgung des Gehirns
Durch den ungewöhnlich hohen durchschnittlichen Stoffwechsel im Gehirn besteht auch ein ungewöhnlich hoher Bedarf an biochemischer Abfallbeseitigung. Diese ist hier noch zusätzlich deshalb von erhöhter Bedeutung, da manche Stoffe, insbesondere fehlgefaltete Proteine, typische Gefährdungen des Gehirns beinhalten.
Erschwert wird die Abfallentsorgung im Gehirn durch die Filtersysteme der Blut-Hirn-Schranke und der Blut-Liquor-Schranke sowie die Aussperrung des lymphatischen Systems. Letzteres reicht von außen nur bis in die Hirnhaut.

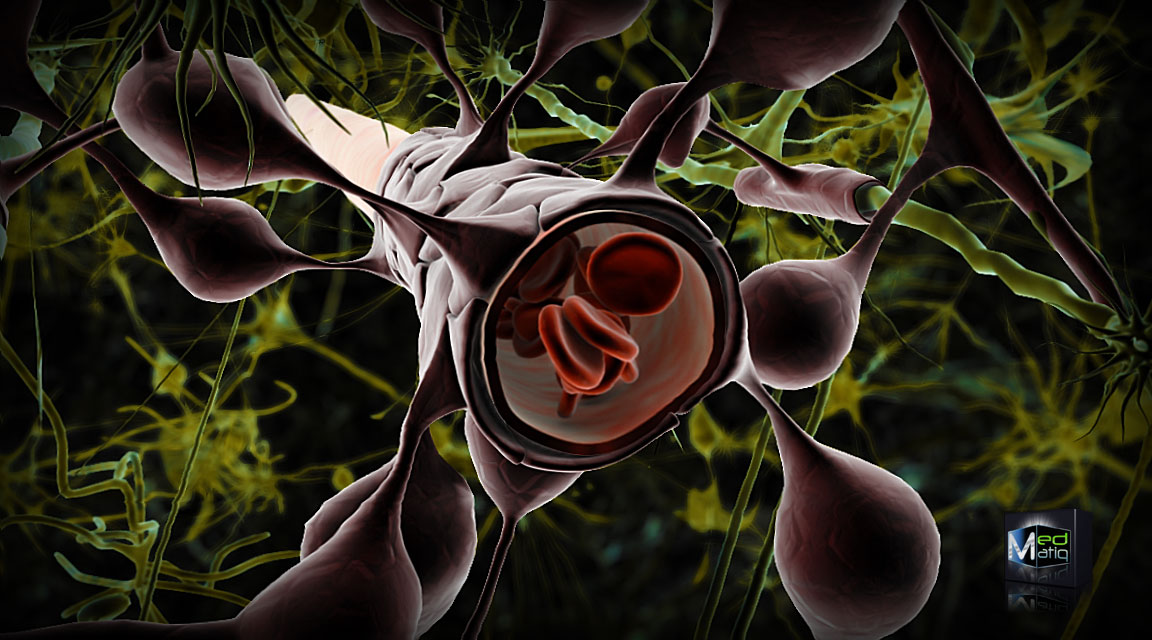
Astrozyten (Sternzellen) der Glia und Anlagerung ihrer Fortsätze an einer Ader. Der Raum zwischen Ader und diesen Anlagerungen ist Teil des glymphatischen Transportweges.

Obwohl es schon seit den 1980er Jahren konkrete Anzeichen für die Existenz eines speziellen Ausschwemmungssystems im Gehirn gab, wurde es erst 2012 mit Hilfe neuartiger Nachweismethoden als eigenständiges internes Kreislaufsystem entdeckt. In Anlehnung an das lymphatische System und wegen der entscheidenden Rolle der Glia (Stützzellen) wurde es „Glymphatisches System“ genannt.
Durch sehr enge Gefäßräume rund um die Außenwand von Adern, den so genannten perivaskulären Raum (Spatium perivasculare), gelangt ein kleiner Teil der Gehirn-Rückenmarks-Flüssigkeit (Liquor cerebrospinalis) aus dem Zwischenraum zwischen Schädeldecke und Gehirn (Subarachnoidalraum oder äußerer Liquorraum) in alle Bereiche des Gehirns, wird mit Hilfe der Glia dort verteilt und fließt am Ende – unter Mitnahme von Abfallstoffen – wieder ab zur Gehirnhaut und zum lymphatischen System außerhalb des Gehirns.

### Vergleich mit Computern
Oft werden Vergleiche zwischen der Leistungsfähigkeit eines Computers und der des menschlichen Gehirns angestellt. Seit das Gehirn als Sitz kognitiver Leistung erkannt wurde, wurde es in der Literatur immer mit dem komplexesten verfügbaren technischen Apparat verglichen (Dampfmaschine, Telegraph). So wurde versucht, aus der Funktionsweise von Computern auf die des Gehirns zu schließen. Mittlerweile besteht das Bemühen in der Computational Neuroscience und der bionischen Neuroinformatik, die Funktionsweise des Gehirns teilweise auf Computern nachzubilden oder dadurch auf neue Ideen zur „intelligenten“ Informationsverarbeitung zu kommen (siehe Blue Brain). Es ergibt sich die Perspektive, dass das Gehirn als Struktur für Denk- und Wissensproduktion eine Architektur liefert, die sich zur Nachahmung empfiehlt. Künstliche neuronale Netzwerke haben sich bereits bei der Organisation künstlicher Intelligenzprozesse etabliert.

#### Rechenleistung und Leistungsaufnahme
Bei Vergleichen mit modernen Computern zeigt sich die Leistungsfähigkeit des menschlichen Gehirns. Während das Gehirn etwa 1013 analoge Rechenoperationen pro Sekunde schafft und dabei etwa 15 bis 20 Watt Leistung benötigt, schafft der Supercomputer BlueGene/L von IBM bis zu 3,6·1014 Gleitkommaoperationen pro Sekunde mit doppelter Genauigkeit, wozu jedoch etwa 1,2 Megawatt benötigt werden. Intels erster Teraflop-Chip Prototyp „Terascale“ mit 80 Prozessorkernen schafft hingegen etwa 1012 Gleitkommaoperationen mit einfacher Genauigkeit bei 85 Watt (oder 2·1012 Gleitkommaoperationen bei 190 Watt und 6,26 GHz), was immer noch dem 50- bis 5000-fachen Energiebedarf entspricht. Zwar erreichen moderne 3D-Grafikkarten vergleichbare Werte bei geringerem elektrischen Leistungsbedarf, Grafikchips sind jedoch stärker auf bestimmte Rechenvorgänge spezialisiert.
Es ist allerdings zu beachten, dass die hohe Rechenleistung des Gehirns vor allem durch seine vielen parallelen Verbindungen (Konnektivität) und nicht durch eine hohe Geschwindigkeit bei den einzelnen Rechenvorgängen (Taktfrequenz) erzielt wird. Künstliche Neuronen arbeiten 100.000-mal schneller als Neuronen des menschlichen Gehirns.

#### Speicher
Zusätzlich zur Parallelisierung stellt ein neuronales Netzwerk gleichzeitig eine Speicher- und eine Verarbeitungslogik dar, während diese bei Computern, die auf der Von-Neumann-Architektur basieren, getrennt sind. Dies bewirkt, dass in einem einfachen neuronalen Netzwerk mit jedem Taktzyklus der gesamte Speicher aktualisiert wird, während ein Computer den Inhalt des Speichers schrittweise aktualisieren muss.

#### Effizienz
Rechenvorgänge, die auf einem Computer effizient ablaufen, sind meistens nicht effizient in einem neuronalen Netzwerk abbildbar und umgekehrt. Aufgrund der Ineffizienz bestehender Computerarchitekturen für bestimmte Aufgaben, wie beim Sehen, werden neuronale Netzwerke, wie dasjenige des Neocortex, durch Neuromorphing nachgebildet.
Im März 2009 bildeten künstliche neuronale Netzwerke im Rahmen des FACETS-Projekts 200.000 künstliche Neuronen mit 50 Millionen künstlichen Synapsen auf einem einzelnen 8 Zoll (20,32 cm Diagonale) großen Computerchip ab. Im Juli 2014 stellte IBM TrueNorth vor, welcher 1 Million Neuronen und 256 Millionen Synapsen auf einem Chip mit einer TDP von 70 mW, oder 16 Millionen Neuronen mit 4 Milliarden Synapsen in einem einzelnen Rack integriert.

#### Das Modell des Hypothesengenies
Die Ansicht, das Gehirn als ein „Hypothesengenie“ oder eine „Vorhersagemaschine“ zu sehen, hatte bereits Hermann von Helmholtz, da andere Ansätze, das Gehirn künstlich nachzuempfinden, zu bisher unlösbaren Problemen führten und scheiterten. Der Ansatz geht davon aus, dass das Gehirn Hypothesen bildet und alle Eindrücke und Wahrnehmungen in die gespeicherten Muster einbaut und vergleicht. Wenn das Wahrgenommene nicht mehr auf die einzelne Hypothese passt, wird diese verworfen und nach Bedarf eine neue erstellt. Dies zeige sich klassisch bei der Interpretation von Kippfiguren.

### Anzahl und Vernetzung der Nervenzellen
Während das Gehirn einer Ratte etwa 200 Millionen Neuronen enthält, besitzt das eines Menschen neueren Untersuchungen zufolge durchschnittlich etwa 86 Milliarden Nervenzellen. Davon liegen etwa 16 Milliarden Neuronen in der Großhirnrinde (Cortex cerebri), etwa 69 Milliarden im Kleinhirn (Cerebellum) und rund 1 Milliarde in den restlichen Hirnregionen (von Hirnstamm, Zwischenhirn und Basalganglien).
Miteinander verbunden sind Neuronen über Synapsen, im menschlichen Hirn geschätzt rund 100 Billionen, sodass durchschnittlich eine Nervenzelle mit über 1000 anderen verbunden ist. Doch gibt es lokal deutliche Abweichungen von diesem Mittelwert, denn nicht die Dichte, sondern das Muster von neuronalen Verknüpfungen ist für neurale Funktionen entscheidend. Ein häufiges Organisationsprinzip des Gehirns ist die Abbildung von Nachbarschaftsverhältnissen: was nebeneinander im Körper liegt, wird in Hirnarealen oft nebeneinander repräsentiert (Somatotopie).
Obwohl ausschließlich die Nervenzellen Erregungen als neuronale Impulse leiten und an Synapsen über Neurotransmitter als Signal weitergeben, spielen die sie umgebenden Gliazellen dabei keine unwesentliche Rolle. Die insgesamt etwa ebenso häufigen, meist kleineren Gliazellen ermöglichen Nervenzellen eine rasche Erregungsleitung und störungsfreie Signalübertragung, nehmen ausgeschüttete Botenstoffe auf, sorgen für die Bereitstellung von Nährstoffen und sind an den physiologischen Barrieren der Blut-Hirn- und der Blut-Liquor-Schranke beteiligt. Im sich entwickelnden Gehirn, und in sich weiterentwickelnden Hirnregionen, nehmen sie Einfluss auf die Ausbildung, Stabilität und Gewichtung der synaptischen Verbindungen zwischen Neuronen; bei Schädigungen peripherer Nerven bilden sie eine zur Wiederherstellung nötige Leitstruktur.
Die Konnektom-Forschung hat das Ziel, alle Verbindungen zwischen den Neuronen zu kartieren.

### Die zwölf Hauptnervenpaare des Gehirns
1. Nervus olfactorius – ermöglicht das Riechen
2. Nervus opticus – leitet optische Impulse
3. Nervus oculomotorius – innerviert vier von sechs Muskeln, die das Auge bewegen und andere Funktionen bedienen
4. Nervus trochlearis – versorgt den oberen schrägen Augenmuskel
5. Nervus trigeminus – leitet unter anderem Informationen über Berührungen aus dem Gesichtsbereich, ermöglicht das Kauen
6. Nervus abducens – versorgt den seitlichen Augenmuskel
7. Nervus facialis – ermöglicht unter anderem mimische Bewegungen und Geschmackswahrnehmung
8. Nervus vestibulocochlearis (N. statoacusticus) – leitet Informationen aus dem Hör- und dem Gleichgewichtsorgan
9. Nervus glossopharyngeus – leitet unter anderem Informationen (wie den Geschmack) aus dem Schlundbereich und ermöglicht Bewegungen in diesem Bereich
10. Nervus vagus – im Wesentlichen für die Wahrnehmung, Bewegung und vegetative Funktionen – inklusive Drüsentätigkeit und Hormonausschüttung
11. Nervus accessorius – ermöglicht Bewegungen durch zwei große Muskeln des Halses und des Kopfes
12. Nervus hypoglossus – ermöglicht Bewegungen der Zunge

### Forschungsprojekte
Der ehemalige US-Präsident Barack Obama hat zu Beginn seiner zweiten Amtszeit Planungen für ein sehr großes Forschungsprojekt namens Brain Activity Map Project bekanntgegeben, im Zuge dessen das menschliche Gehirn komplett kartiert werden soll. Dies wäre das größte wissenschaftliche Vorhaben seit vielen Jahren (das letzte war das Human Genome Project). Experten hoffen auf Therapien gegen Alzheimer-Krankheit und Parkinson sowie auf Erkenntnisse über menschliches Denken und Fühlen. Erste Ansätze wurden im Juli 2012 in der Fachzeitschrift Neuron veröffentlicht.
Das US-Projekt ist nicht mit dem Human Brain Project zu verwechseln, das im Februar 2013 durch die EU gestartet wurde. Eine Jury hatte die Erforschung des Gehirns ebenfalls als ein Schlüsselprojekt der Zukunft ausgewählt; gefördert wird es mit einer Milliarde Euro.

## Sonstiges
2008 wurden auf dem Gelände der University of York (England) die Überreste eines 2500 Jahre alten menschlichen Schädels gefunden, dessen Gehirn überwiegend erhalten ist. Forscher vermuten, dass das Gehirn des wahrscheinlich 26–45 Jahre alten Mannes unter anderem deswegen bis heute so gut erhalten blieb, weil der Kopf – ein Körper wurde nicht gefunden – seinerzeit unmittelbar nach dem Tod in nasser Lehmerde begraben wurde. Eine vollständige Klärung, warum das Gehirn nicht schon längst zerfallen ist, konnte bislang nicht gefunden werden.
Hirn als Rohstoff findet Verwendung bei der Fettgerbung.
Die Neurolinguistik untersucht, wie Sprache durch das Gehirn dargestellt, aufgearbeitet und erlernt wird.
Zu Gehirnerkrankungen siehe etwa Zentralnervensystem#Erkrankungen.

### DVDs
- Lennart Heimer, Gary W. van Hoesen, Michael Trimble, Daniel S. Zahm: Anatomy of Neuropsychiatry: The New Anatomy of the Basal Forebrain and Its Implications for Neuropsychiatric Illness. Academic Press, Amsterdam 2008, ISBN 978-0-12-374239-1.
- Lennart Heimer: Dissection of the Human Brain. Sinauer Associates, 2008, ISBN 978-0-87893-327-3.

### Englisch
- The whole Brain Atlas Gehirnatlas mit CT-, MRT- und SPECT/PET-Aufnahmen von Patienten mit verschiedenen Gehirnerkrankungen
- Brain Museum – Comparative Mammalian Brain Collections Gehirne und Hirnschnitte vieler Säugetierarten mit weiterführenden Informationen
- Allen Brain Atlas Online-Atlas mit Schwerpunkt Mäusegehirn, das Projekt wurde von Paul Allen finanziert
- Human Brain Architecture Project

### Videos
- Tübinger Internet Multimedia Server der Eberhard Karls Universität Tübingen: Universität Tübingen/Interfakultäre Einrichtungen/Studium Generale/2001 SoSe/Das Gehirn (8 Dokumente) Videos einer Vortragsreihe zum Thema Gehirn.